# بوني كاشن
بوني كاشن (بالإنجليزية: Bonnie Cashin)‏ هي مصممة أزياء أمريكية، ولدت في 28 سبتمبر 1907 في أوكلاند في الولايات المتحدة، وتوفيت في 3 فبراير 2000 في نيويورك في الولايات المتحدة.

## وصلات خارجية
- بوني كاشن على موقع IMDb (الإنجليزية)
- بوني كاشن على موقع قاعدة بيانات الفيلم (الإنجليزية)